# Cancún
Cancún je grad u Meksiku koji se nalazi na poluotoku Yucatán, u najistočnijoj meksičkoj državi Quintana Roo. Grad je smješten na kanalu Yucatán koji dijeli Meksiko od otoka Kube.
Cancún je poznato turističko središte, koje ima 572.973 stanovnika (2005).
Središte grada nalazi se na glavnom kopnu koje povezuje lagune Nichupté i Bojórquez s uskim otokom oblika broja "7" na kojem se nalaze moderni hoteli.

## Osnivanje
Banka "Banco de México" je 1967.g. istraživala mogućnosti turističkog razvoja u području, te je odabrala područje otoka Isla Cancún za izgradnju turističke infrastrukture. 
Kada je počela izgradnja u 23. siječnju 1970.g. na Isla Cancún su bila samo tri stanovnika koji su brinuli o lokalnim plantažama kokosa, vlasnika don José de Jesús Lime, koji je živio na otoku Isla Mujeres. Obližnje ribarsko selo i vojna baza Puerto Juárez tada je imalo 117 stanovnika. Hoteli su planski građeni na otoku, dok su naselja za radnike hotela građena na kopnu, a sam otok je nasipima preko kojih vode ceste povezan s kopnom. Ubrzo nakon izgradnje prvih hotela (prvih devet je financirala meksička vlada), stigli su investitori i nastao je grad. U sljedećih 30 godina grad je narastao na gotovo 600,000 stanovnika, koji su naseljavali bivši otok i obližnje kopno.